# Raiders de l'Ontario
Les Raiders de l’Ontario (en anglais : Ontario Raiders) étaient une équipe de crosse de la National Lacrosse League  établie à Hamilton (Ontario). Depuis 1999, l'équipe a déménagé à Toronto sous le nom du Rock de Toronto.

## Saison par saison
| Saison | Division | V-D | Class. | Domicile | Extérieur | GF  | GA  | Séries éliminatoires |
| ------ | -------- | --- | ------ | -------- | --------- | --- | --- | -------------------- |
| 1998   |          | 6-6 | 5e     | 4-2      | 2-4       | 165 | 157 | --                   |
| Total  | 1 saison | 6-6 |        | 4-2      | 2-4       | 165 | 157 |                      |